# Яновський Іван Маркович
Яновський Іван Маркович (літературний псевдонім Микита Коцюба) (4 березня 1922 — 1981) — український письменник, сатирик, байкар, педагог, заслужений вчитель УРСР.

## Біографія
Народився 4 березня 1922 року в селі Стадниця Оратівського району Вінницької області (нині — Тетіївський район Київської області).

### Педагогічна діяльність
З 1947 року жив і працював в селі Реутинці Кролевецького району Сумської області.
Працював заступником директора та вчителем української мови та літератури Реутинської середньої школи. Також викладав рідну мову в Реутинському училищі механізації сільського господарства.
У своїй діяльності застосовував методику відомих педагогів А. С. Макаренка та В. О. Сухомлинського. За його керівництва в школі видавався журнал учнівської творчості «Вогник», а в селі — багатотиражка місцевого колгоспу «Родина».

### Смерть
Передчасно помер в 1981 році і похований на кладовищі с. Реутинці Кролевецького району Сумської області.

## Публікації
- Коцюба Микита (Яновський Іван Маркович). Про діла духовні та діла гріховні [Текст]: [Гумористичні оповідання та народні усмішки] / М. Коцюба. — Х. : Харківське книжкове вид-во, 1962. — 63 с.: іл.
- Коцюба Микита (Яновський Іван Маркович) Земні соки: етюди, гумористічні оповідки / Микита Коцюба. — Х.: Прапор, 1980. — 87 с.

## Вшанування пам'яті
Іменем І.Яновського названа одна з вулиць села Реутинці Кролевецького району на Сумщині.

## Діти
Доньки: Кулик Валентина Іванівна, Чеберяка Раїса Іванівна.